# Осциллятор Ван дер Поля
Осциллятор Ван дер Поля — осциллятор с нелинейным затуханием. Математически моделируется уравнением
{\displaystyle {d^{2}x \over dt^{2}}-\mu (1-x^{2}){dx \over dt}+x=0}, где
{\displaystyle x} — координата точки, зависящая от времени {\displaystyle t};
{\displaystyle \mu } — коэффициент, характеризующий нелинейность и силу затухания колебаний.

## История
Осциллятор Ван дер Поля был предложен голландским инженером и физиком Бальтазаром ван дер Полем, во время его работы в компании Philips. Ван дер Полем были найдены устойчивые колебания, которые были названы релаксационными, известные как «предельные циклы». В сентябре 1927 года Ван дер Поль и его коллега ван дер Марк сообщили, что на определённых частотах были зафиксированы шумы, всегда находящиеся рядом с собственными частотами волн. Это было одним из первых наблюдений детерминированного хаоса.
Уравнение Ван дер Поля применяется и в физике, и в биологии. Так, например, в биологии создана модель ФитцХью — Нагумо. Данное уравнение также было использовано в сейсмологии для моделирования геологических разломов.

## Двумерный случай
С помощью теоремы Льенара можно доказать, что система имеет предельный цикл. Из данной теоремы следует, что {\displaystyle y=x-{\frac {x^{3}}{3}}-{\frac {1}{\mu }}{\frac {dx}{dt}}}. Отсюда можно вывести уравнения осциллятора Ван дер Поля для двумерного случая:
{\displaystyle \left\{{\begin{aligned}{\frac {dx}{dt}}&=\mu \left(x-{\frac {1}{3}}x^{3}-y\right)\\{\frac {dy}{dt}}&={\frac {1}{\mu }}x\end{aligned}}\right.}.
Можно также совершить другую замену {\displaystyle y={\frac {dx}{dt}}} и получить
{\displaystyle \left\{{\begin{aligned}{\frac {dx}{dt}}&=y\\{\frac {dy}{dt}}&=\mu (1-x^{2})y-x\end{aligned}}\right.}.

## Осциллятор со свободными колебаниями
У осциллятора Ван дер Поля существуют два интересных режима: при {\displaystyle \mu =0} и при {\displaystyle \mu >0}. Очевидно, что третьего режима — {\displaystyle \mu <0} — не существует, так как затухание в системе не может быть отрицательным.
1) Когда {\displaystyle \mu =0}, то есть осциллятор рассчитывается без затухания, то указанные выше уравнения преобразуются к виду
{\displaystyle {d^{2}x \over dt^{2}}+x=0}.
Это уравнение гармонического осциллятора.
2) При {\displaystyle \mu >0} система имеет некие предельные циклы. Чем дальше {\displaystyle \mu } от нуля, тем колебания осциллятора менее похожи на гармонические.

## Вынужденные колебания
Вынужденные колебания осциллятора Ван дер Поля как с потерями энергии, так и без оных рассчитываются по формуле
{\displaystyle {d^{2}x \over dt^{2}}-\mu (1-x^{2}){dx \over dt}+x=A\sin(\omega t)}, где
{\displaystyle A} — амплитуда внешнего гармонического сигнала,
{\displaystyle \omega } — его угловая частота.

## Галерея
- Фазовый портрет осциллятора. Виден предельный цикл.
- Изменение формы предельного цикла при изменении {\displaystyle \mu }
- Релаксационные колебания осциллятора. {\displaystyle \mu =5}.
- Хаотичное поведение осциллятора при воздействии внешней гармонической вынуждающей силы. {\displaystyle \mu =8,53;A=1,2;\omega =2,10}
- Принципиальная схема на триоде.